# A Soldier's Honor
A Soldier's Honor est un film muet américain réalisé par Thomas H. Ince et sorti en 1912.

## Fiche technique
- Réalisation : Thomas H. Ince
- Scénario : Grace Cunard
- Durée : 20 minutes
- Date de sortie : États-Unis : 15 juin 1912

## Distribution
- Francis Ford : Frank
- Ethel Grandin : sa femme
- J. Barney Sherry : le Colonel
- Art Acord : un soldat